# 先収会社
先収会社（せんしゅうがいしゃ）は明治7年（1874年）3月、野に下った井上馨と益田孝らによって設立された商社・政商。明治9年（1876年）に解散したが、益田らの組織・人員と事業は三井組によって引き継がれ、三井物産会社となった。現在の三井グループも、先収会社が旧三井物産の前身としている。

## 概要
明治6年（1873年）、長州藩出身の明治の元勲の1人であり、大蔵省次官の大蔵大輔・井上馨は、財政縮減をめぐって司法卿江藤新平らと対立し、同年5月に政府を去る。この際、井上に才覚を認められて大蔵省の幹部になっていた益田孝も、井上と共に官職を辞した。2人は関係の深いの商人岡田平蔵らと共に、鉱山事業を主とし内外交易も行う会社として、翌明治7年（1874年）1月に岡田組を設立したが、設立間もなく岡田は銀座で変死し、井上と益田らは鉱山事業と岡田の出資分を岡田家に返し、残った商社機能をもって、同年3月に先収会社を発足させる。
先収会社は、米の売買および毛布・ラシャ・銃などを輸入し陸軍へ納入するほか、紙・蝋・茶・銅などを扱い、東京本店と大阪支店を事業の中心にし、横浜や神戸などにも店を出していた。政府を辞したとはいえ、長州閥のコネクションを持つ井上の政治力によって先収会社は多大な利益を得るが、井上の政界復帰に伴い、明治9年（1876年）に先収会社は解散する事になった。
およそ2年ほどの活動期間であったが、益田の才覚に大隈重信と三井組番頭の三野村利左衛門が目を付け、益田らに先収会社の組織・社員ごと三井内の商社を作るように働きかけ、7月に三井物産が開業する。この先収会社の益田らを基に発足した三井物産は、三井組内の商事組織である三井組国産方と11月に合併し、やがて大財閥三井財閥の中核企業となっていくのである。益田はこの経緯で三井物産初代社長になり、後に三井財閥の中心人物となった。
この旧三井物産は昭和22年（1947年）に財閥解体の一環として解散するが、その後現在の三井物産株式会社として復活する。

## 歴史
明治4年（1871年）末、大久保利通や木戸孝允、伊藤博文らの岩倉使節団が2年近い欧米訪問の旅に出発した後、留守を預かった政府内で長州閥のリーダーとなった大蔵大輔の井上馨は、上司で大蔵省の長官である大蔵卿の大久保が不在の中で、実質的な大蔵省の長官として財政面を取り仕切り、財政縮減を主張し各省の予算を削ろうとした。しかし、抵抗勢力、特に司法卿江藤新平らとの対立は激しく、井上は明治6年（1873年）5月に政府を去る。この時、井上に才能を見出され、大蔵省で重責（造幣権頭、今の造幣局副長官）を担っていた旧幕臣の益田孝も井上と共に下野した。
下野した井上らは、つながりのある商人岡田平蔵と同年秋に東京鉱山会社を設立する。鉱山事業に加えて、貿易事業も始めようと東京鉱山会社を発展させ、翌明治7年（1874年）1月に岡田組を設立する。岡田組の資本金は15万円。この明治7年当時の1円の価値は換算する基準によって大きく異なるものの、人件費を基準にすると現代の2万円程度と換算する向きもある。したがって明治7年の15万円は現在の30億円程度に相当すると思われる。15万円のうち岡田は8万円、井上が3万円、エドワード・フィシャー商会が4万円を出資した。岡田は岡田組設立以前からウォルシュ・ホール商会と貿易で取引があったが、エドワード・フィシャー商会はウォルシュ・ホール商会の長崎支店長だったロバート・W・アーウィンがエドワード・フィシャーと共に横浜に設立した貿易商社である。明治3年（1870年）に益田はウォルシュ・ホール商会に勤めており、その縁で岡田と、さらには井上と知遇を得ていたのである。
岡田組は正式な発足の明治7年1月1日以前の明治6年末に、既にエドワード・フィシャー商会を通じて米穀7000石を輸出するなどしているが、設立後わずか2週間の明治7年1月15日に岡田が急死する。岡田は尾去沢銅山・阿仁鉱山・院内鉱山などの鉱山事業を推し進めていたが、それには井上の政治力を利用した不当・不明瞭な経緯があったようで、尾去沢銅山疑獄事件として非難を浴びている。岡田の急死後、井上らは岡田家の出資金と鉱山事業はすべて岡田家に返し、岡田家と絶縁する。
かくして岡田組は解散するが、井上・益田らは岡田組から残った人員で新会社を興す。新会社名は最初は千秋社、ついで千歳社の名を経て先収会社とし明治7年3月1日に発足する。井上が総裁となり本店は最初東京築地に置き、後に銀座4丁目に移す。東京本店の頭取は益田である。東京と並ぶ拠点の大阪支店は岡田の店を離れて土佐堀に社屋を構え、大阪支店頭取は山口出身の吉富簡一が務める。他に横浜、神戸に支店を置き、大津にも小規模な支店があった。社員数については全社員を網羅した名簿といったものは現存していなく、断片的な名簿類しか残ってはいないものの、名簿類やあるいは会計帳簿などに記された社員名をリストアップすると（子供と呼ばれていた丁稚や下男を含めて）名前を確認できるものが48名。断片的な名簿類から漏れた者もいる可能性が高いので50名程度はいたと見られる。大阪支店はある程度しっかりした名簿が残っていて大阪支店頭取の吉富のほかに少なくとも19名が在籍していたことがわかる。他の支店、特に横浜と神戸の人員は不明である。
先収会社の事業の柱は、陸軍への武器・絨類の輸入・納入と米穀取引で、その他にも多種多様な品目を扱った。益田率いる東京本店では、井上と政府のつながりを生かして陸軍への武器・絨類の輸入と納入および東北米などの扱い、山口出身の吉富率いる大阪支店は、長州閥の井上のコネクションで山口産の米を不当に安い価格で引き取っていた。山口産米の取引では大きな利益を上げ（後述）、他にも銅、石炭、紙、茶、蝋など物品を扱い、物品以外でも秩禄公債の売買も行い、明治8年（1875年）5月には額面75000円分の公債の売買で3000円の利益をあげ、その後にも秩禄公債の売買を行っている。さらに神岡鉱山や高島炭鉱の採掘権の購入なども行っている（高島炭鉱の採掘権は政治的判断により短期間で後藤象二郎の蓬萊社に権利を譲っている）。また、先収会社は政府米の輸出で独占も企図して政治工作を行っている。米の投機にも参加し、井上のコネクションで政府の情報を他社よりもいち早く得られたので、江華島事件ではいち早く米相場の上昇を見込んで利益を得ている。
元の岡田組では岡田やエドワード・フィシャー商会の出資金が井上の出資金より多かったが、岡田の出資分は岡田の死亡時に返し、先収会社事業で多額の利益を得たので明治8年初頭にはエドワード・フィシャー商会の出資金も返して提携を解消している。これは、外国貿易で政府米の輸出の独占も企図する上で、外国商社と連携するのは不利であった為と思われる。
このようにして先収会社は多大な利益をあげ、経営は極めて順調であったが、同年9月の江華島事件の後処理で、政府は朝鮮に派遣する特命全権大使黒田清隆の副使として井上を起用し、これを機に井上は政府に復帰する。
井上は既に12月には先収会社の閉鎖を決め、翌明治9年（1875年）3月ごろまでに清算を行うつもりでいた。井上は明治9年1月に朝鮮に渡り3月4日に帰国、続いて4月22日には欧州への出張を命じられ6月25日には旅立っている。このあわただしいスケジュールの中で明治9年4月、先収会社の清算業務を行っている益田に目をつけた大隈重信と三井組の番頭・三野村利左衛門は、先収会社の人員を引き連れて三井で商事会社を作るよう働きかけた。益田も最初は「旧家で譜代の家来が多い三井では。新参の自分はやりにくいだろう」と消極的であったが、三野村は熱心に益田を説得し、5月1日、井上、三野村、益田の三者で話し合い、新会社は名目上は三井家の三井武之助・三井養之助を社主とし益田を雇い入れる形にするが、経営の実際は益田に一任することで了解し、益田は先収会社の人員を率いて新会社・三井物産会社を創立する事になった。
三井物産は先収会社から社屋・業務と組織を引き継いだが、先収会社清算に当たり純益として15万円以上が計上された。この純益は一部は先収会社社員に慰労金として配られ、益田には現金で4700円と公債で7325円、後に大日本麦酒社長となりビール王と呼ばれた馬越恭平には500円などから丁稚階級の者も最低でも5円は支給されている。
先収会社の創立は明治7年3月1日、先収会社の総清算が終ったのは明治9年6月24日であり、活動期間は2年と3ヶ月あまりの会社であった。

## 政商として
先収会社は井上の政治力を生かして多大な利益を得ているが、その端的な例には大阪支店の山口県産米の売買がある。
井上の指示によって、山口県権令（事実上の県知事）に井上と親しい関係である中野梧一をあてるが、山口県と先収会社大阪支店頭取の吉富の交渉で、先収会社への山口県産米の払い下げが決まる。明治6年度の山口県の地租改正では農民は現金ではなく現米で税の納入という事になったが、この際1石あたり3円という米価が農民に押し付けられた。これは相場の半値程度であった。つまり農民は甚だしく不当な安値で作った米を評価されたのである。
山口県は農民から不当に安く納入させた地租米を、相場よりもはるかに安い値段で士族禄米として旧武士階級へ支給し、残りの米を地元と大阪で売ったが、大阪で売った分は先収会社が独占して取り扱った。岡田組から先収会社へ引継ぎが行われている明治7年初頭では、米の相場は1石あたり6円程度のところ、先収会社には山口県から1石あたり4円20銭で5万石の米が払い下げられた。同じように明治7年産米も明治8年産米も相場よりも安い価格で、山口県（実際は県が設立した防長共同会社）の県外売却分は先収会社に独占的に扱わせた。山口県では米ばかりではなく、紙・蝋・茶などの山口県産品の扱いも先収会社に委託されている。
米を不当に安く買い叩かれた農民達は当然強く反発し、反対闘争を繰り広げ、明治9年8月には地租を強制的に米で納めさせる制度は廃止されたが、その時点では先収会社はすでに解散している。ただし、農民達の闘争はそれで終わることは無く、大津郡出身の山口県議町野周吉を代表とする農民グループは井上らを追及し続ける。先収会社会社解散後に帰郷して山口県政を牛耳った吉冨はこれらを弾圧するが、農民たちの怒りは収まらず、井上は明治27年（1894年）に農民達から訴えられ、疑獄事件として国会でも取り上げられている。
明治8年9月の江華島事件では、事件勃発までは米の投機相場において先収会社は「売り」に回っていたところ江華島事件が起こり、出兵となりそうな情勢を政府ルートでいち早く知った井上は先収会社に「買い」に回るよう電報を打っている。その後の政策に井上自ら関与しながら、情勢を見てひそかに先収会社に「売り」の指示をだすなど、今で言うインサイダー取引を行って利益をあげている。

## 東京本店の業務
東京本店では陸軍への武器・絨類の輸入・納入を事業の大きな柱にしていたが、他にも東北産米の売買でも利益をあげている。明治6年から7年頃は各県では小野組・三井組・島田組の大豪商が府県為替方に任命されていた。為替方は各県の米の現金化という業務を通じて公金を取扱い、米以外の物品の売買にも荷為替資金を供給したりしたため、各地方経済に大きな影響力を持っていた。しかし、当時三井と並ぶ大豪商である小野組とそれに次ぐ豪商の島田組は明治7年に相次いで破綻し各地方は混乱をきたしていた。その中で先収会社は東北に進出し、混乱におちいっていた東北で、米を安く買いつけ大いに儲けている。

## 帳簿
日本では大阪の造幣寮（造幣局）が、明治3年（1870年）に雇い入れたポルトガル人プラガによって西洋式簿記で記帳が行われていた。これが日本における西洋式簿記の最初の採用とされているが、明治5年（1872年）、造幣寮の権頭（副長官）に就任していたのが益田孝である。益田は明治7年に先収会社を起こした際にこの西洋式簿記を採用したがそれは日本では造幣寮についで早い採用であった。
先収会社では明治7年分は英文で記帳し、明治8年以降は日本文で記帳している。先収会社を引き継いだ三井物産も先収会社の帳簿組織および記帳方式を継承し、先収会社の帳簿と三井物産の帳簿は細部を除き同一の書式である。

## 先収会社の人員
先収会社の社員名簿は断片的なものが残っているだけなので、主だった社員しか把握されていなかったが、木山実の研究で大きく前進し、先収会社社員は丁稚や下男を含めて48人の名前が分かっている。主だったところでは井上、益田のほか明治維新時長州藩で井上が組織した隊「鴻城軍」の参謀だった山口の庄屋出身で先収会社大阪支店頭取の吉富、後に三井物産副総括（副社長）を経て三井財閥統轄機関三井家同族会参列員も務めた木村正幹、三井物産横浜支店長を経て日本麦酒醸造会社社長、更に大日本麦酒社長となり「東洋のビール王」と呼ばれた馬越恭平、日産コンツェルン総帥鮎川義介の父で三井物産には入らなかった鮎川弥八、吉富と同じく鴻城軍に加わり井上の後に鴻城軍総督になった森清蔵らが名を知られており、先収会社から三井物産へは14名が参加した。

## 先収会社から三井物産への継承
明治9年5月1日、井上、三野村利左衛門、益田の三者で話し合いからの協議に基づいて、明治9年6月13日に井上邸において三野村、益田、木村正幹の間で「先収会社ト当社トノ約定併益田孝対談書併約定書共調印」が行われ三井物産会社が実質的に発足する。三井物産の名目上の社主である三井養之助・三井武之助と引き継がれる先収会社側の益田・木村の間で先収会社の引き継ぎを定めた「三井物産会社三井養之助・三井武之助ト先収会社益田孝・木村正幹トノ間に取結ヒタル約定書」で引き継ぎの方法を定めている。
先収会社の陸軍省への絨毛・毛布扱いの残務10万円あまりを引き継ぎ、先収会社の銅購入代金9500円を三井物産が肩代わりし、銀座4丁目の先収会社本社社屋など不動産を9478円で引き取った。この結果先収会社は最終的に15万円あまりの純益を計上することが出来た。
三井物産株式会社による第二次世界大戦以前の分の社史である「三井物産小史」では開業時の使用人は16名としている。これに経営側の益田と木村を加えても18人、うち14人は先収会社からの人員である。後に三井組国産方と三越滞貨取り立て方51人が三井物産に合流し、社員数は一気に増加するのである（それでも幹部は旧先収会社出身者が多い）。
尚、三井物産会社は最初は三井本体（三井銀行）からは切り離されていた。当初の三井物産は利益を上げられるかは不透明であったため、万が一三井物産が事業に失敗しても三井本体に大きな影響が出ないように無資本会社として発足し、運転資金は出資ではなく三井銀行の貸金で賄った（三井本体に貸金以上の損失が発生しないようにである）。三井広報委員会でも「三井物産の社章に「丸に井桁三」の丸がないことからも、三井家が当初直系会社と見ていなかったことがわかる」としている。これは逆に三井銀行が万が一破綻した時に（三井と並ぶ大豪商小野組が明治7年に破たんしたように）、三井一族の生計を三井物産で担えるようにする危険分散の意味もあった。
しかしながらこれらの心配は杞憂に終わり、三井銀行も三井物産も順調な業績をあげ、これに三井鉱山を加えた3社が三井財閥の中核を担っていくのである。

## 先収会社に関する資料と研究
先収会社の帳簿類や会議録、井上の伝記編纂書類、益田の備忘録など先収会社に関する多くの資料は三井文庫が保管し、先収会社については田村貞雄や木山実が詳細な研究を行っているほか、先収会社から三井物産への継承については三井文庫 編「三井事業史」本篇 第2巻も詳しい。